# غويلرمو فرنانديز
غويلرمو فرنانديز (بالإسبانية: Guillermo Matías Fernández)‏ (11 أكتوبر 1991 سانتا في الأرجنتين - ) هو لاعب كرة قدم أرجنتيني يلعب كلاعب وسط.

## روابط خارجية
- غويلرمو فرنانديز على موقع قاعدة بيانات كرة القدم.إي يو (الإنجليزية)
- غويلرمو فرنانديز على موقع Soccerway.com (الإنجليزية)
- غويلرمو فرنانديز على موقع عالم كرة القدم.نت (الإنجليزية)